# Тхэджон (ван Чосона)
Тхэджо́н (кор. 태종, 太宗, Taejong) — 3-й ван корейского государства Чосон, правивший в 1400—1418 годах, пятый сын основателя Чосона Ли Сонге. Фамилия и имя — Ли Банво́н (кор. 이방원, 李芳遠, Yi Bang-won). Второе имя — Юдо́к.
Посмертные титулы — Конджо́н-тэва́н, Кванхё-тэван.

## Биография

### Приход к власти
Помогал своему отцу в деле насильственной смены династии, так, в 1392 г. убил высокопоставленного защитника последнего из королей Корё Конъян-вана Чон Мончжу. В эпоху правления отца имел титул принца Чонан, но был отодвинут от власти.
Наследником Ли Сонге был объявлен младший из его сыновей от двух главных жен — малолетний Ли Бансок, за спиной которого стоял могущественный сановник и неоконфуцианский мыслитель Чон Доджон. Ли Банвон обвинил Чон Дочжона и его сторонников в том, что те якобы хотели убить всех остальных сыновей Ли Сонге, и в 1398 г. совершил путч, приказав своим дружинникам уничтожить брата Ли Бансока и приближенных отца, прежде всего Чон Доджона. Банвон принудил отца к отречению, отдав трон второму по старшинству брату, Ли Бангва (посмертное имя — Чонджон). Реальная власть перешла в руки Ли Банвона и его клики. 
После того, как четвертый принц, Ли Банган, предпринял в 1400 г., с  подачи Ли Сонге и Ли Бангва, попытку уничтожить группу Ли Банвона, последний решил, что настало время выйти на передний план. Ли Бангва был принужден отречься от трона, окружение Ли Бангана — истреблено (сам принц — отправлен в ссылку), на престол взошел Ли Банвон. Сразу после прихода к власти он распустил все частные военные отряды, тем самым обезопасив свой режим от покушений. После того, как попытка переворота, предпринятая в 1402 г. одним из пограничных военачальников Чо Саыем (с негласного одобрения Ли Сонге), провалилась, режим Ли Банвона вступил в фазу стабильности.

### Внутренняя политика
Репрессировались все, кто мог подозреваться в покушении на власть: скажем, были отправлены в ссылку (и позже принуждены к самоубийству) сторонники Ли Банвона — братья его королевы Вонгён (из клана Мин), — замеченные в стремлении «плести дворцовые интриги». Принужден к самоубийству был и отец жены будущего короля Седжона, обвиненный доносчиком в «критике государственной политики».
В 1414 г. было создано специальное управление («Ведомство по обсуждению запретного»), с более чем 250 сотрудниками, задачей которых было преследование противников режима в янбанской среде, а заодно и борьба с нарушителями конфуцианской нравственности. По примеру Сунской династии, перед дворцом в 1402 г. был установлен «барабан для жалоб», в который мог постучать желающий донести лично государю на злоупотребления чиновников (впрочем, рабам запрещалось доносить на господ). 
В первые годы власти короля во главе государственного аппарата стоял Верховный государственный совет, учрежденный в 1400 г. Но к 1414 г. роль его  уменьшилась и свелась к предложению необязательных для выполнения советов.
Королевская бюрократия усилила контроль над населением. В 1413 г., по примеру Юаньской династии был введен в действие закон об «именных дощечках»  — своеобразных «паспортах». Эти дощечки должны были носить при себе все совершеннолетние: таким образом режим хотел предотвратить бегство от налогов и воинской повинности (в реальности, большинство уклонялось от ношения дощечек). 
При Тхэчжоне действовала введенная его отцом после переучета земель система наделения государственной землей за службу для чиновничества. (Впрочем, поля, бывшие сначала казенной собственностью, через 60-70 лет снова стали частными, и уже не оставалось земель для выдачи за службу.)
Тогда же королевскими указами стали закрывать многие буддийские монастыри. Против буддийского землевладения (монастыри распоряжались приблизительно 10-12 % всех земель) были приняты меры: сразу после смерти буддийского королевского наставника Мухака (1405 г.) 90 % их земель было конфисковано, более 80 тыс. монастырских рабов — приписано к государственным учреждениям, а монахи, не имевшие государственного сертификата, — возвращены в мир. Влияние буддизма было подорвано. 
В целом, реформы Тхэджона заложили основы рациональной, жестко централизованной государственности Чосона. Они стали фундаментом, на котором в правление сына Тхэджона, короля Седжона Великого, экономика и культура позднего корейского средневековья достигли расцвета. 
Начало правления династии Ли также ознаменовалось расцветом историописания, литературы. С 1408 году началось составление и издание «черновых» королевских хроник правящей династии. 

### Внешняя политика и войны
Вслед за отцом занимался укреплением корейских морских сил, строя новые корабли, число которых превысило 600, и увеличивая численность личного состава флота для войны с японскими пиратами. Для защиты северной границы в среднем течении Амноккана от набегов чжурчжэней начал создавать особые укрепленные округа, учредив в 1416 году округ Еён. 
Уже в 1401 году из Китая в Корею была прислана королевская печать для корейских государей. Корея как государство, находившееся в зависимости от Китая, была вынуждена по шесть-семь раз в год снаряжать туда посольства с подарками (поставки золота и серебра, женьшеня, лошадей и крупного рогатого скота, мехов и шкур, тканей). Помимо регулярной отправки посольств с подарками минский Китай также требовал, чтобы Корея поставляла евнухов и девушек для императорского двора. 

### Отречение
В 1418 году, отправив двух старших сыновей в изгнание, отрекся от власти в пользу третьего сына старшей жены Ли До.

## В массовой культуре
- В телесериале «Шесть взлетающих драконов» (2015—2016 г.) роль Ли Банвона сыграл южнокорейский актёр Ю Аин.
- В телесериале «Тхэджон Ли Банвон» ( 2021–2022, KBS1 TV) роль Ли Банвона исполнил южнокорейский актёр Чу Санук (주상욱).
- В южнокорейском телесериале «My Country: The New Age» (2019 г.) роль Ли Банвона сыграл актёр Jang Hyuk.
- Королева Вонген корейский сериал